# Gunnera
Gunnera, deutsch auch Mammutblatt genannt, ist die einzige Gattung der Pflanzenfamilie der Gunneraceae in der kleinen Ordnung der Gunnerales. Diese Pflanzengattung ist trotz des ähnlichen Habitus nicht mit dem Rhabarber (Rheum rhabarbarum) verwandt. Wenige Arten sind in großen Parkanlagen als Zierpflanze zu finden, sind jedoch nur bedingt winterhart.

## Beschreibung

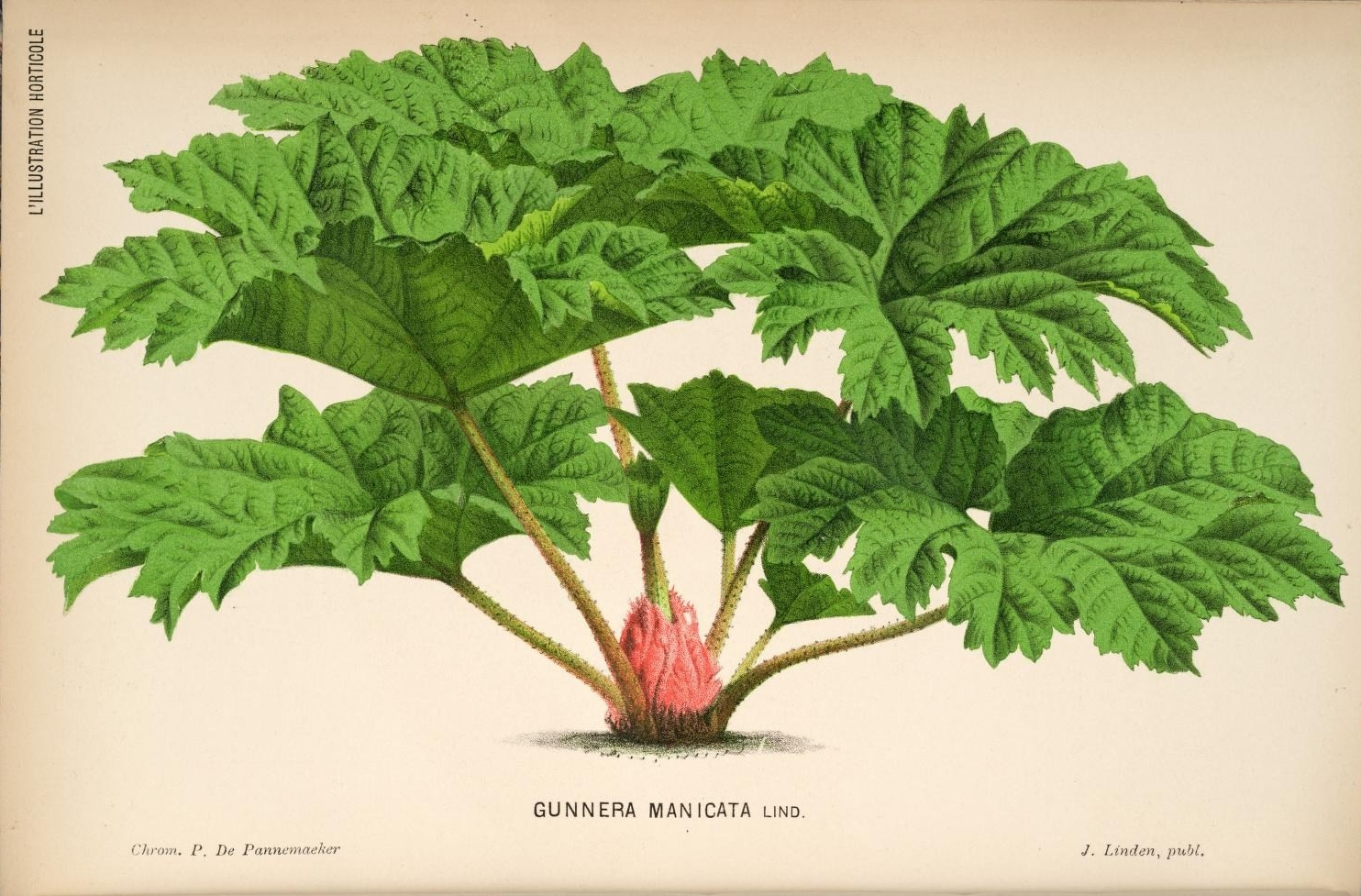
Illustration aus L’Illustration horticole, Tafel 531 des Manschettenartigen Mammutblatt (Gunnera manicata)

### Vegetative Merkmale
Gunnera-Arten sind meist große, ausdauernde, krautige Pflanzen. Sie bilden Rhizome oder Stolonen aus, als Speicherorgane, um schlechte Klimabedingungen zu überdauern.
Die rhabarberartigen, lang gestielten, einfachen Laubblätter werden alle direkt über dem Boden an der Basis der Pflanze (grundständig) gebildet. Neben den Arten, die Laubblätter mit Längen von mehreren Metern haben, gibt es auch Arten mit kleinen Laubblättern; Beispiele für letzteres sind Gunnera albocarpa, eine neuseeländische Art mit 1 bis 2 cm langen Laubblättern und Gunnera magellanica, eine südamerikanische Art mit 5 bis 9 cm langen Laubblättern.

### Generative Merkmale
In verzweigten Blütenständen werden viele Blüten gebildet. Je zwittrige Blüte gibt es zwei bis selten drei freie Kelchblätter, zwei freie Kronblätter, ein bis zwei Staubblätter und zwei synkarpe Fruchtblätter. Der Fruchtknoten ist unterständig.

## Symbiose mit Cyanobakterien
Alle Gunnera-Arten leben in Symbiose mit Cyanobakterien der Gattung Nostoc, die Luftstickstoff fixieren. Die Pflanzen profitieren von dem fixierten Stickstoff, im Gegenzug profitieren die Symbionten von den Assimilaten. Eine Cyanobakterien-Symbiose zur Stickstofffixierung ist bei höheren Pflanzen selten, kommt aber in anderer Form auch bei Palmfarnen vor.

## Systematik und Verbreitung
Die Gattung Gunnera wurde 1767 durch Carl von Linné in Systema Naturae, 12. Auflage, 2, S. 587, 597 aufgestellt und gleichzeitig auch in Mantissa Plantarum, 16, S. 121 veröffentlicht. Typusart ist Gunnera perpensa L. Der Gattungsname Gunnera ehrt den norwegischen Botaniker Johan Ernst Gunnerus.
Gunnera-Arten kommen von den Tropen bis in die südhemisphärisch gemäßigte Zone vor. Sie besitzen ihre Areale im gesamten südlichen Pazifik-Raum und in Afrika und Madagaskar. Es gibt sie also in der Neotropis und der Paläotropis. In der Neotropis kommen etwa 70 % der Arten vor. Als Neophyt ist Gunnera tinctoria auch im südwestlichen Teil der irischen Insel an Straßenrändern anzutreffen.
Die Gattung Gunnera wird in die sechs Untergattungen Gunnera, Milligania, Misandra, Ostenigunnera, Panke und Pseudo-gunnera (nur eine Art) gegliedert.
Zur Gattung Mammutblatt (Gunnera L.) gehören 63 Arten:
- Gunnera aequatoriensis L.E.Mora: Sie kommt in Ecuador vor.[5]
- Weißfrüchtiges Mammutblatt[1] (Gunnera albocarpa (Kirk) Cockayne): Es kommt in Neuseeland vor.[5]
- Gunnera annae Schindl.: Die Heimat ist das zentrale Bolivien und das westliche Peru.[5]
- Gunnera antioquensis L.E.Mora: Sie kommt nur im kolumbianischen Departamento Antioquia vor.[5]
- Gunnera apiculata Schindl.: Sie kommt in Bolivien und im nordwestlichen Argentinien vor.[5]
- Gunnera arenaria Cheeseman ex Kirk: Ihre Heimat ist Neuseeland.[5]
- Gunnera atropurpurea L.E.Mora: Es gibt fünf Varietäten:[5]
  - Gunnera atropurpurea L.E.Mora var. atropurpurea: Sie kommt vom westlichen und zentralen Kolumbien bis Ecuador vor.[5]
  - Gunnera atropurpurea var. caquetana L.E.Mora: Dieser Endemit gedeiht in Kolumbien nur in der Cordillera Oriental.[5]
  - Gunnera atropurpurea var. chocoana L.E.Mora: Sie kommt nur im nordwestlichen Kolumbien vor.[5]
  - Gunnera atropurpurea var. munchicana L.E.Mora: Dieser Endemit kommt nur im kolumbianischen Departamento Valle del Cauca vor.[5]
  - Gunnera atropurpurea var. sibundoya L.E.Mora: Dieser Endemit kommt nur im kolumbianischen Departamento de Putumayo vor.[5]
- Gunnera berteroi Phil. (Syn.: Gunnera laxiflora Phil.): Sie kommt im westlichen Bolivien, in Argentinien und in Chile vor.[5]
- Gunnera bogotana L.E.Mora: Sie kommt in der Provinz Cundinamarca von Kolumbien vor.[5]
- Gunnera bolivari J.F.Macbr.: Ihre Heimat ist Ecuador und Peru.[5]
- Gunnera boliviana Morong: Die Heimat ist das zentrale und südliche Bolivien.[5]
- Gunnera bracteata Steud. ex Benn. (Syn.: Gunnera pyramidalis Schindl.): Sie ist ein Endemit der Robinson-Crusoe-Insel.[5]
- Gunnera brephogea Linden & André (Syn.:Gunnera ecuadoriana Gilli): Sie kommt in Kolumbien, Ecuador und Peru vor.[5]
- Gunnera caucana L.E.Mora: Sie kommt nur in der Provinz Cauca von Kolumbien vor.[5]
- Gunnera colombiana L.E.Mora: Sie kommt im westlichen und zentralen Kolumbien und in Ecuador vor.[5]
- Gunnera cordifolia (Hook. f.) Hook.f.: Die Heimat ist das nördliche Tasmanien.[5]
- Gunnera cuatrecasasii L.E.Mora: Die Heimat ist das nordwestliche Kolumbien.[5]
- Dichtblütiges Mammutblatt[1] (Gunnera densiflora Hook.f.): Es kommt nur auf der Südinsel von Neuseeland vor.[5]
- Gunnera dentata Kirk: Die Heimat ist Neuseeland.[5]
- Gunnera diazii L.E.Mora: Sie kommt nur in der kolumbianischen Provinz Cundinamarca vor.[5]
- Gunnera flavida Colenso: Sie kommt in Neuseeland vor.[5]
- Gunnera garciae-barrigae L.E.Mora: Ihre Heimat ist das nordöstliche Kolumbien.[5]
- Gunnera hamiltonii Kirk ex W.S. Ham.: Sie kommt auf der Südinsel von Neuseeland vor.[5]
- Gunnera hernandezii L.E.Mora: Ihre Heimat ist das nordöstliche Kolumbien.[5]
- Gunnera herteri Osten: Sie kommt im südlichen Brasilien und in Uruguay vor.[5]
- Gunnera insignis (Oerst.) A.DC.: Sie kommt im südlichen Nicaragua, in Costa Rica und in Panama vor.[5]
- Gunnera ×katherine-wilsoniae L.D.Gómez: Diese Naturhybride aus Gunnera insignis und Gunnera talamancana kommt nur in Costa Rica vor.[5]
- Gunnera kauaiensis Rock: Diese Endemit kommt nur auf der hawaiianischen Insel Kauai vor.[5]
- Gunnera killipiana Lundell: Sie kommt vom mexikanischen Bundesstaat Chiapas bis Guatemala und Honduras vor.[5]
- Gunnera lobata Hook.f.: Sie kommt vom südlichen Chile bis Feuerland vor.[5]
- Gunnera lozanoi L.E.Mora: Sie kommt im nördlichen und zentralen Kolumbien vor.[5]
- Gunnera macrophylla Blume: Sie kommt von Malesien bis Papuasien vor.[5]
- Gunnera magellanica Lam. (Syn.: Gunnera reichei Schindl.): Sie kommt im westlichen Südamerika und auf den Falklandinseln vor.[5]
- Gunnera magnifica H.St.John: Sie kommt nur in der kolumbianischen Provinz Caldas vor.[5]
- Manschettenartiges Mammutblatt[1] (Gunnera manicata Linden ex André; Syn.: Gunnera brasiliensis Schindl.): Es ist im südlichen Brasilien beheimatet.[5]
- Gunnera margaretae Schindl.: Sie kommt in Peru und Bolivien vor.[5]
- Gunnera masafuerae Skottsb.: Sie ist ein Endemit der Insel Alejandro Selkirk von den Juan-Fernández-Inseln.[5]
- Gunnera mexicana Brandegee: Sie kommt in den mexikanischen Bundesstaaten Veracruz und Chiapas vor.[5]
- Gunnera mixta Kirk (Syn.: Gunnera microcarpa Kirk): Sie kommt in der Region Otago auf der Südinsel Neuseelands vor.[5]
- Gunnera monoica Raoul: Sie kommt in Neuseeland und auf Chatham Island vor.[5]
- Gunnera morae Wanntorp & Klack.: Sie kommt im westlichen, zentralen und südwestlichen Kolumbien vor. Sie wurde 2006 erstbeschrieben.[5]
- Gunnera peltata Phil.: Sie ist ein Endemit der Insel Robinson Crusoe vom Archipel der Juan-Fernández-Inseln.[5]
- Gunnera perpensa L.: Sie kommt von Äthiopien bis zum südlichen Afrika und in Madagaskar vor.[5]
- Gunnera peruviana J.F.Macbr.: Sie kommt in Peru und im westlichen Bolivien vor.[5]
- Gunnera petaloidea Gaudich. (Syn.: Gunnera kaalaensis (Krajina) H.St.John): Ihre Heimat sind die Inseln von Hawaii.[5]
- Gunnera pilosa Kunth: Sie kommt vom Kolumbien bis Ecuador und Bolivien vor.[5]
- Gunnera pittieriana V.M.Badillo et Steyermark: Die Heimat ist das nördliche Venezuela.[5]
- Gunnera prorepens Hook.f.: Sie kommt in Neuseeland vor.[5]
- Gunnera quitoensis L.E.Mora: Sie kommt in Ecuador vor.[5]
- Gunnera reniformis Ridl.: Ihre Heimat ist Neuguinea.[5]
- Gunnera saint-johnii (L.E.Mora) L.E.Mora: Ihre Heimat ist das zentrale Kolumbien.[5]
- Gunnera sanctae-marthae L.E.Mora: Sie ist ein Endemit der Sierra Nevada de Santa Marta in Kolumbien.[5]
- Gunnera schindleri L.E.Mora: Sie kommt vom südlichen Bolivien bis Argentinien vor.[5]
- Gunnera schultesii L.E.Mora: Sie kommt nur in der kolumbianischen Provinz Cundinamarca vor.[5]
- Gunnera silvioana L.E.Mora: Sie kommt vom südwestlichen Kolumbien bis Ecuador vor.[5]
- Gunnera steyermarkii L.E.Mora: Sie kommt im nordwestlichen Venezuela vor.[5]
- Gunnera strigosa (Kirk) Colenso: Sie kommt in Neuseeland vor.[5]
- Gunnera tacueyana L.E.Mora: Sie kommt in Kolumbien vor.[5]
- Gunnera tajumbina L.E.Mora: Sie kommt vom südwestlichen Kolumbien bis zum nordwestlichen Ecuador vor.[5]
- Gunnera talamancana H.Weber et L.E.Mora: Ihre Heimat ist Costa Rica und Panama.[5]
- Gunnera tamanensis L.E.Mora: Ihre Heimat ist das westliche Kolumbien.[5]
- Gunnera tayrona L.E.Mora: Sie ist ein Endemit der Sierra Nevada de Santa Marta in Kolumbien.[5]
- Gunnera tinctoria (Molina) Mirb. (Syn.: Gunnera chilensis Lam., Gunnera scabra Ruiz & Pav., Panke tinctoria Molina, Gunnera rheifolia Schindl., Gunnera vestita Schindl.): Sie kommt ursprünglich in Argentinien und Chile vor, ist aber in Irland, Großbritannien, Frankreich und auf den Azoren ein Neophyt.[5] Seit Juli 2017 ist sie in die Liste invasiver gebietsfremder Arten von unionsweiter Bedeutung aufgenommen und daher in der EU ihr Halten, Vermehren, Befördern oder Freisetzen verboten[6]. Es gibt seit 2011 drei Varietäten:[5]
  - Gunnera tinctoria var. meyeri (L.E.Mora) L.E.Mora, Pabón-Mora & F.González (Syn.: Gunnera chilensis var. meyeri L.E.Mora, Gunnera vestita Schindl.): Sie kommt vom südlich-zentralen Chile bis südwestlichen Argentinien vor.[5]
  - Gunnera tinctoria L.E.Mora var. tinctoria (Syn.: Gunnera chilensis Lam., Gunnera commutata Blume, Gunnera rheifolia Schindl.): Sie kommt vom zentralen und südlichen Chile bis südwestlichen Argentinien vor.[5]
  - Gunnera tinctoria var. valdiviensis (L.E.Mora) L.E.Mora, Pabón-Mora & F.González (Syn.: Gunnera chilensis var. valdiviensis L.E.Mora): Sie kommt im südlich-zentralen und südlichen Chile vor.[5]
- Gunnera venezolana L.E.Mora: Es gibt zwei Varietäten:[5]
  - Gunnera venezolana L.E.Mora var. venezolana: Sie kommt nur im nordwestlichen Venezuela vor.[5]
  - Gunnera venezolana var. tachirensis L.E.Mora: Sie kommt nur im nordwestlichen und nördlichen Venezuela vor.[5]

## Nutzung
Wenige Arten werden in großen Parkanlagen als Zierpflanzen verwendet, sie sind jedoch nur bedingt winterhart.
Nur von einer Art wird eine medizinische Verwendung berichtet. Von Gunnera perpensa wird in Südafrika aus den Wurzeln ein Mittel für innerliche und äußerliche Anwendung gegen Psoriasis gewonnen. Von der gleichen Art werden die Wurzeln benutzt, um Wunden abzudecken. Die geschälten jungen Blattstiele von Gunnera tinctoria wurden von den Einwohnern Chiloés gegessen. Außerdem kann man mit ihren Wurzeln Leder gerben und einen schwarzen Farbstoff herstellen.

## Bilder
Gunnera insignis vom Nationalpark des Vulkans Irazú in Costa Rica:

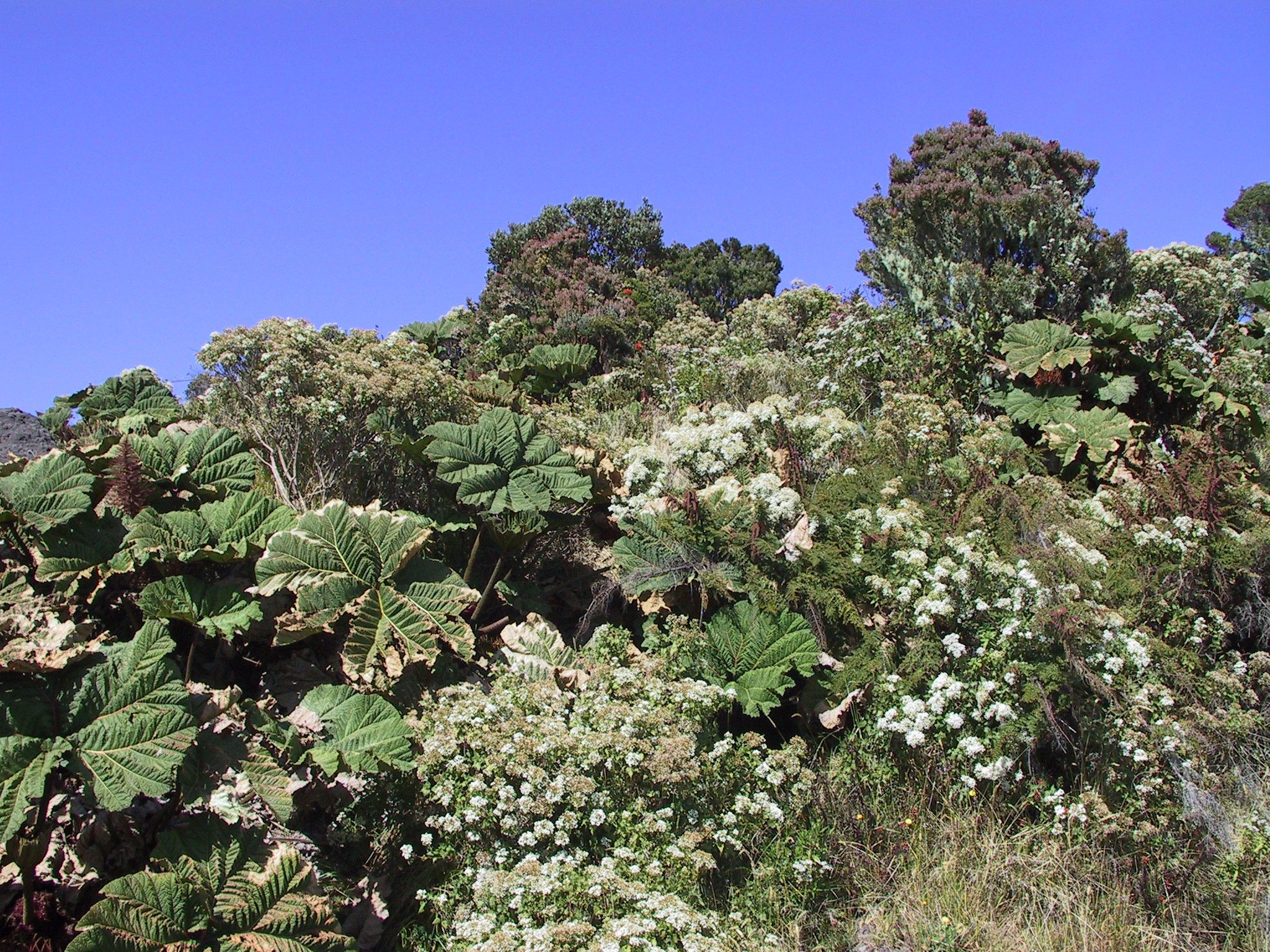
Habitat
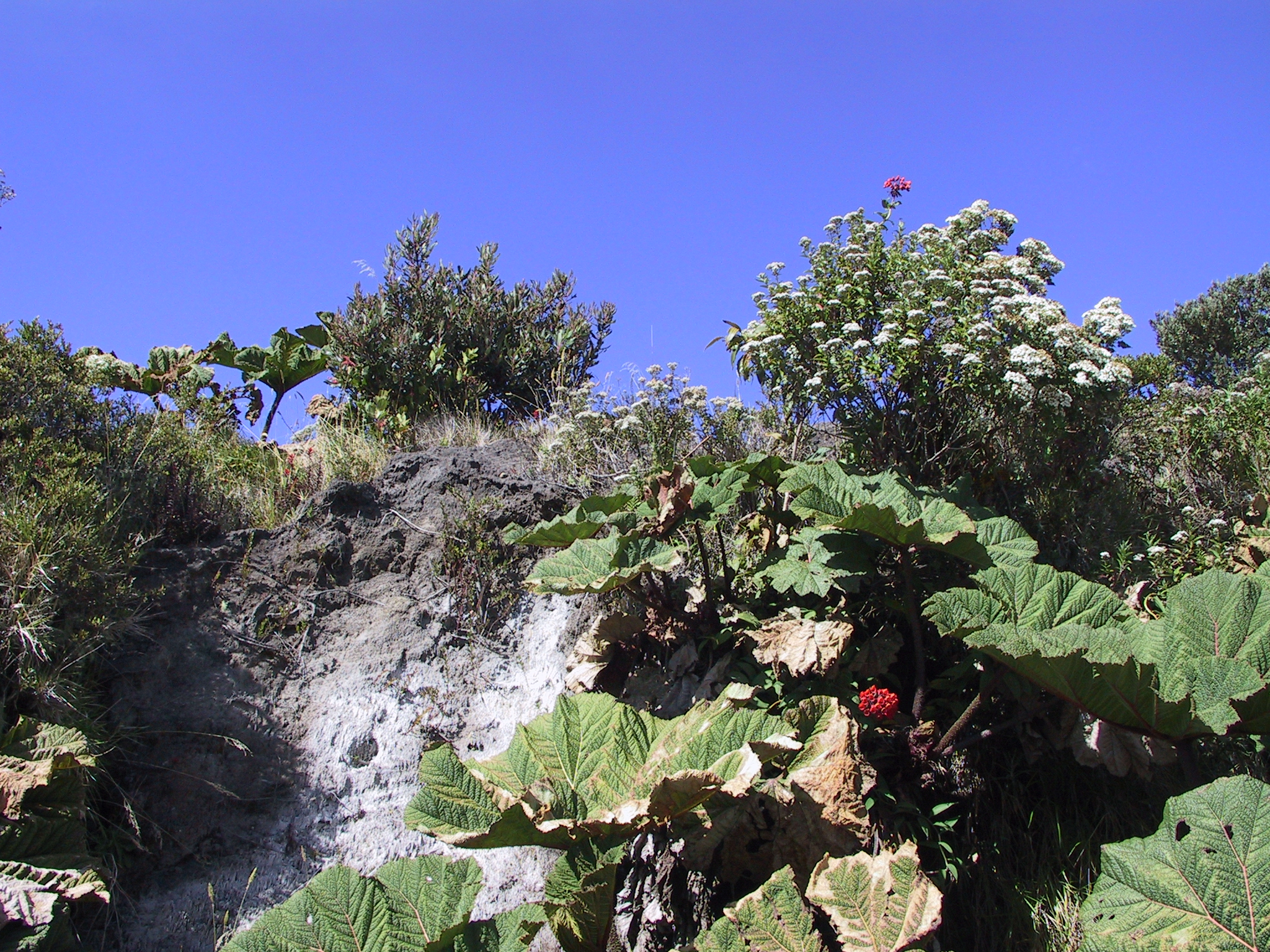
Habitus und Laubblätter
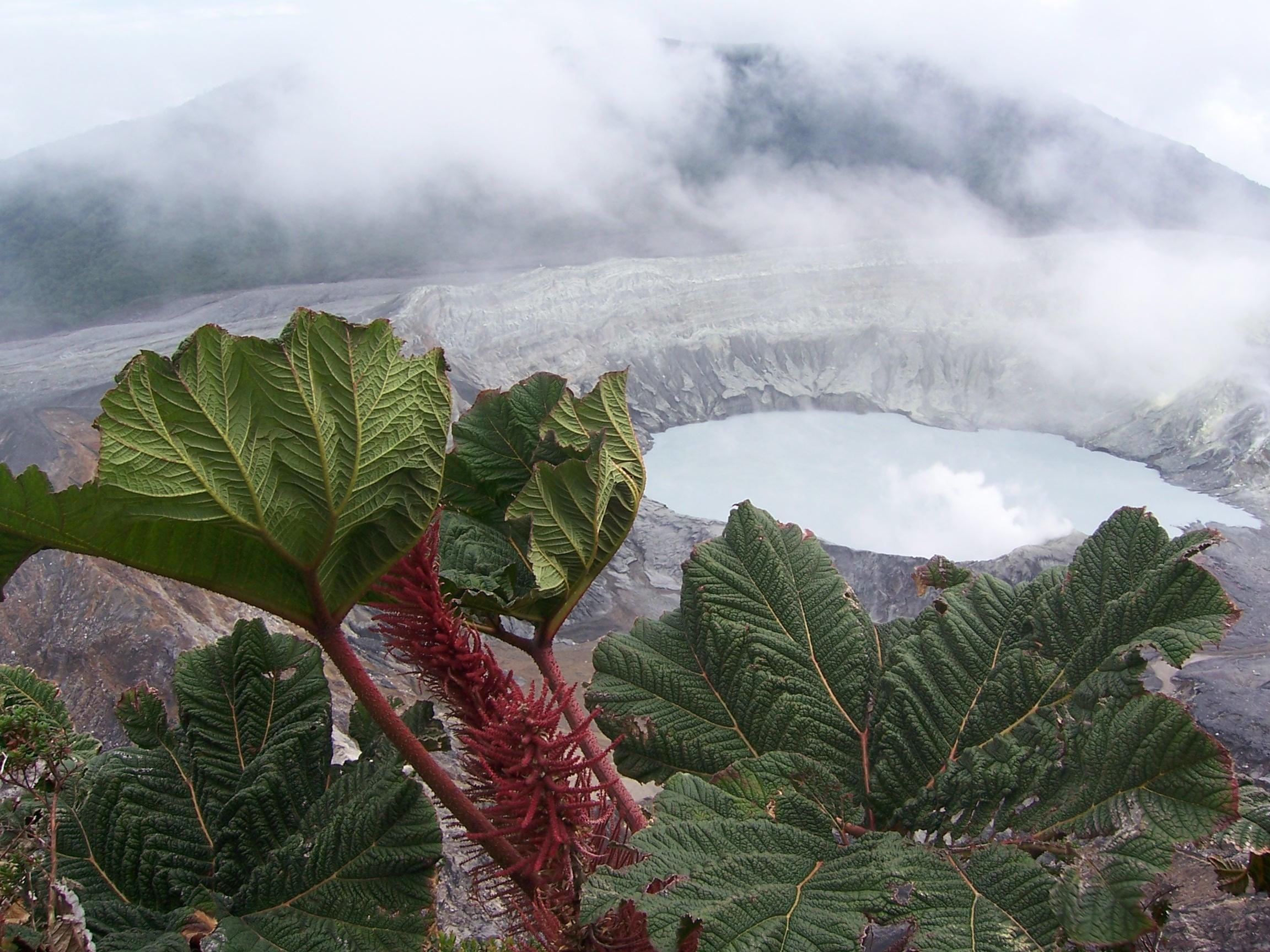
Laubblatt und Blütenstand

Gunnera manicata:

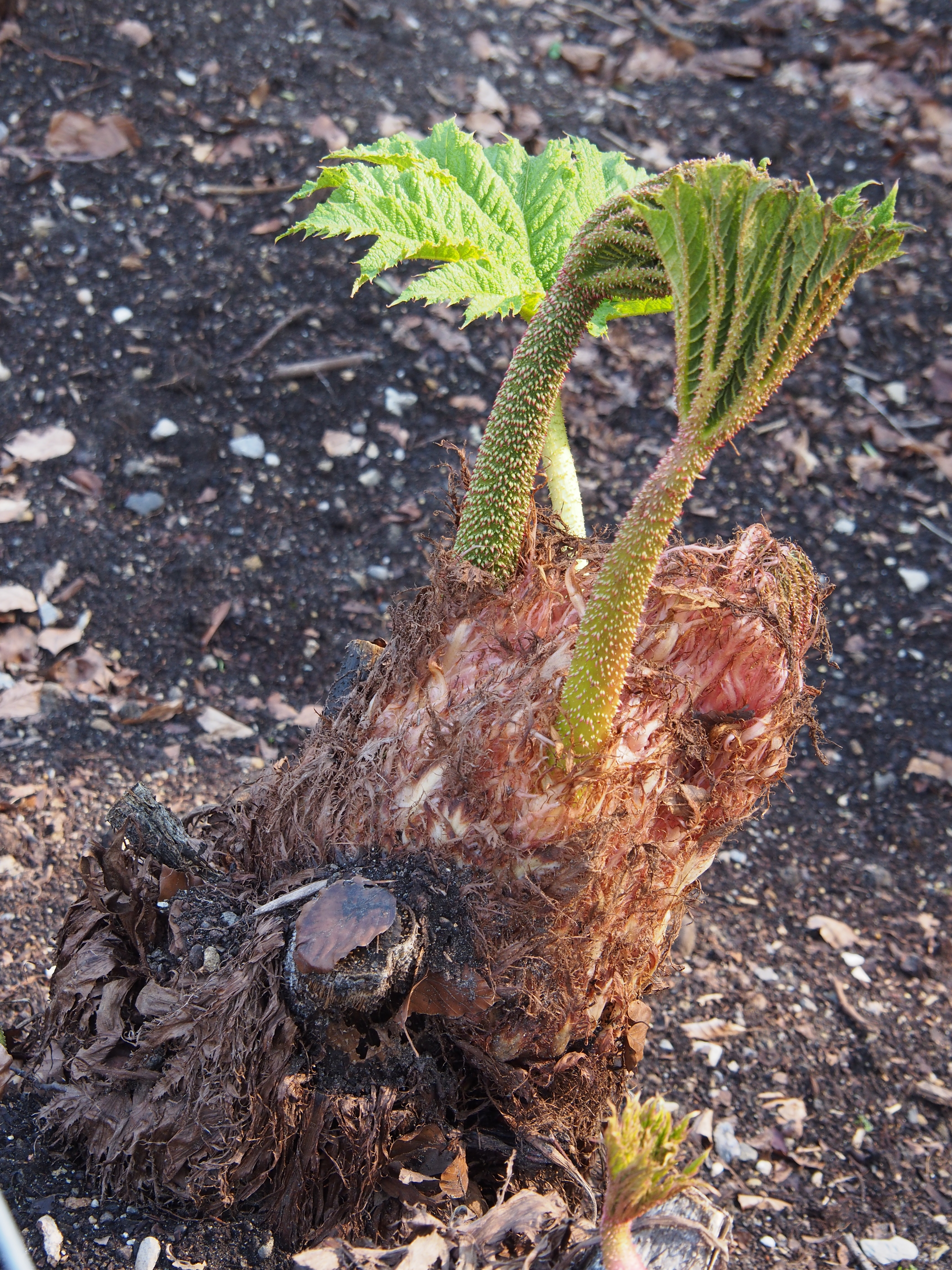
Austreibendes Exemplar
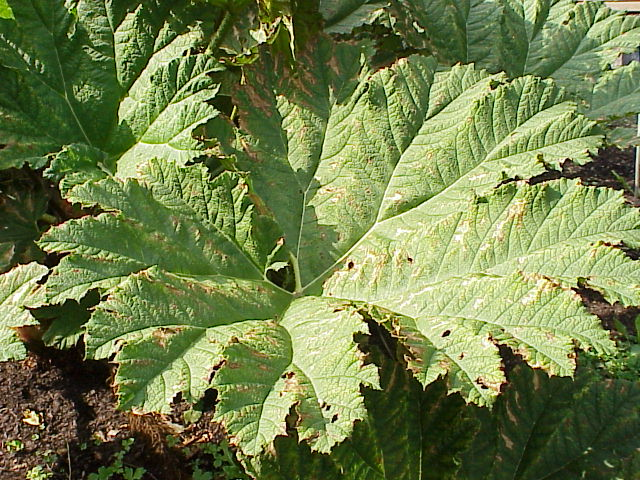
Laubblatt
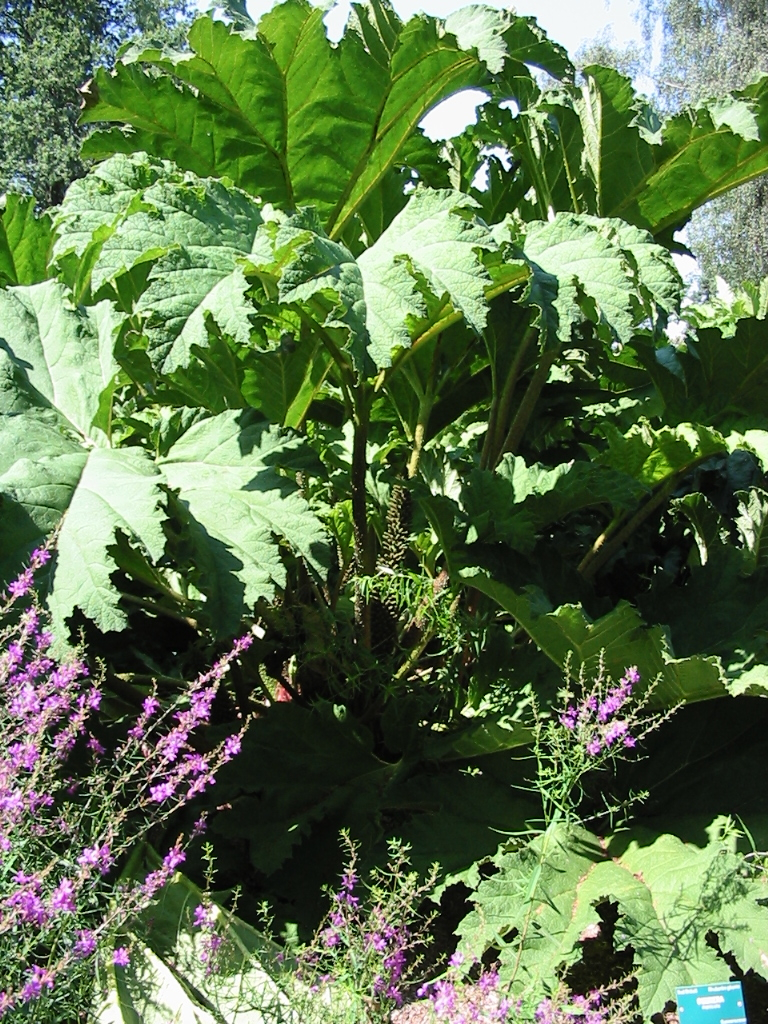
Habitus
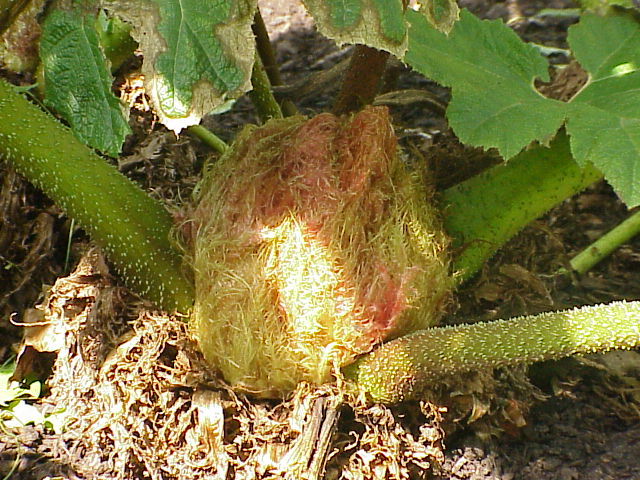
Knospe
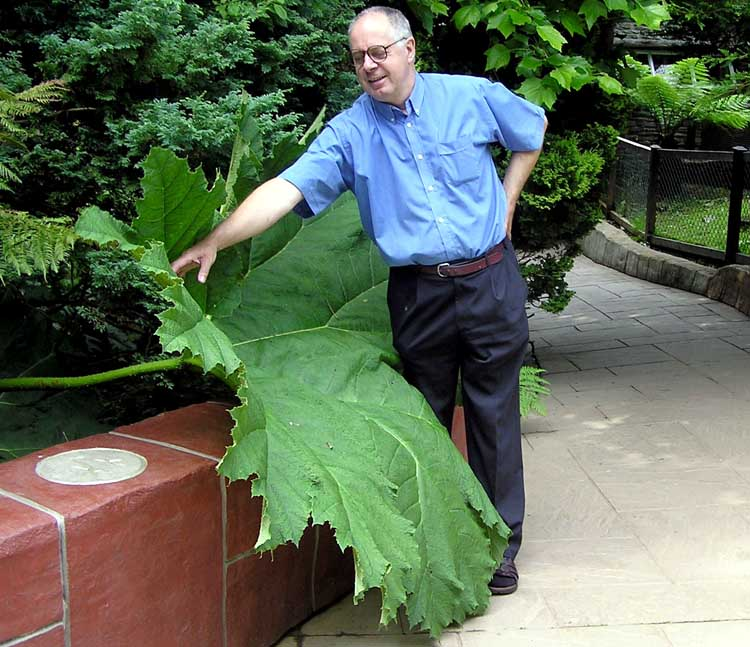
Einzelnes Laubblatt mit Mensch als Größenvergleich

Gunnera tinctoria:

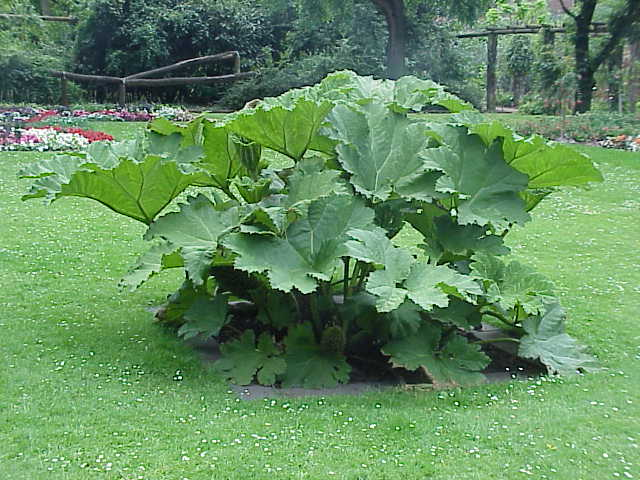
Habitus
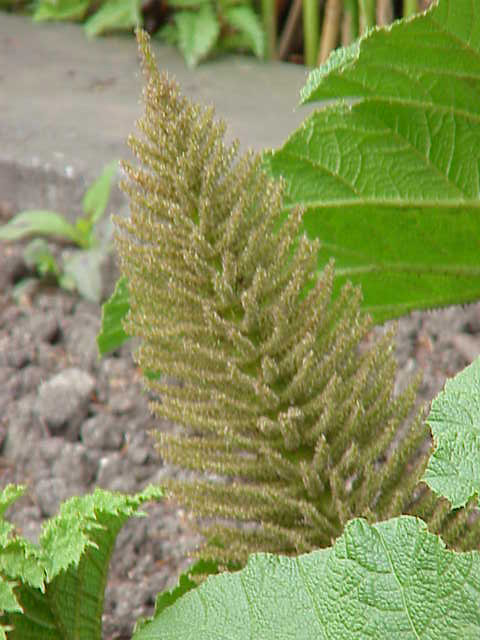
Blütenstand
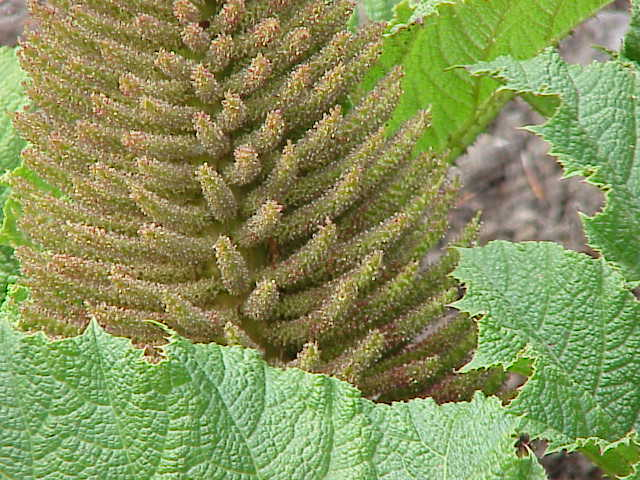
Blütenstand